# Rachel Fountain
Rachel Fountain es una deportista canadiense que compite en taekwondo. Ganó una medalla de bronce en el Campeonato Panamericano de Taekwondo de 2024, en la categoría de +73 kg.

## Palmarés internacional
| Campeonato Panamericano | Campeonato Panamericano | Campeonato Panamericano | Campeonato Panamericano |
| Año                     | Lugar                   | Medalla                 | Categoría               |
| ----------------------- | ----------------------- | ----------------------- | ----------------------- |
| 2024                    | Río de Janeiro (Brasil) | Medalla de bronce       | +73 kg                  |